# Alison Mosshart
Alison Mosshart (ur. 23 listopada 1978) – amerykańska wokalistka i gitarzystka, najbardziej znana jako frontmanka rockowego zespołu The Kills.
Swoją muzyczną karierę rozpoczęła w 1995 roku razem z punkrockowym zespołem z Florydy Discount. Działalność zawiesili w 2000 roku. Po rozpadzie grupy była współtwórczynią The Kills razem z brytyjskim gitarzystą Jamiem Hince'em (poprzednio w Scarfo i Blyth Power) w 2000 roku.
W The Kills Mosshart przyjęła sceniczny pseudonim "VV", a Hince "Hotel".
29 września 2008 roku Mosshart występowała na żywo w Memphis razem z The Raconteurs. Wykonała wszystkie partie wokalne w "Steady, As She Goes" i "Salute Your Solution".
Na początku 2009 roku sformowała supergrupę The Dead Weather razem z Jackiem White'em, Jackiem Lawrence'em i Deanem Fertitą.

## Współpraca z innymi artystami
Mosshart była zaangażowana w kilka różnych muzycznych projektów we współpracy z innymi artystami.
W 1999 roku Mosshart wykonała partie wokalne w "The State Of 6AM" i "Voice Of the Actors" razem z hardcore punkowym zespołem z Gainesville, Palatka, na ich albumie The End Of Irony (wydanym przez No Idea Records).
W 2002 roku Mosshart zaśpiewała "No Smoke" na EP zespołu The Foundation Band, Homecoming.
W 2005 roku Mosshart zaśpiewała "Old Child" razem z francuskim zespołem rockowym Dionysos.
W 2006 roku Mosshart zaśpiewała w duecie z Brianem Molko w tytułowej piosence zespołu Placebo z płyty Meds.
Wykonywała także chórki w piosence "Dolls" razem z Primal Scream na albumie Riot City Blues wydanym w 2006 roku.
W 2009 roku wystąpiła w piosence zespołu Arctic Monkeys, "Fire & The Thud", z albumu "Humbug".
W 2013 roku zaśpiewała w utworze zespołu Cage the Elephant, "It's Just Forever", z albumu "Melophobia".

## The Dead Weather

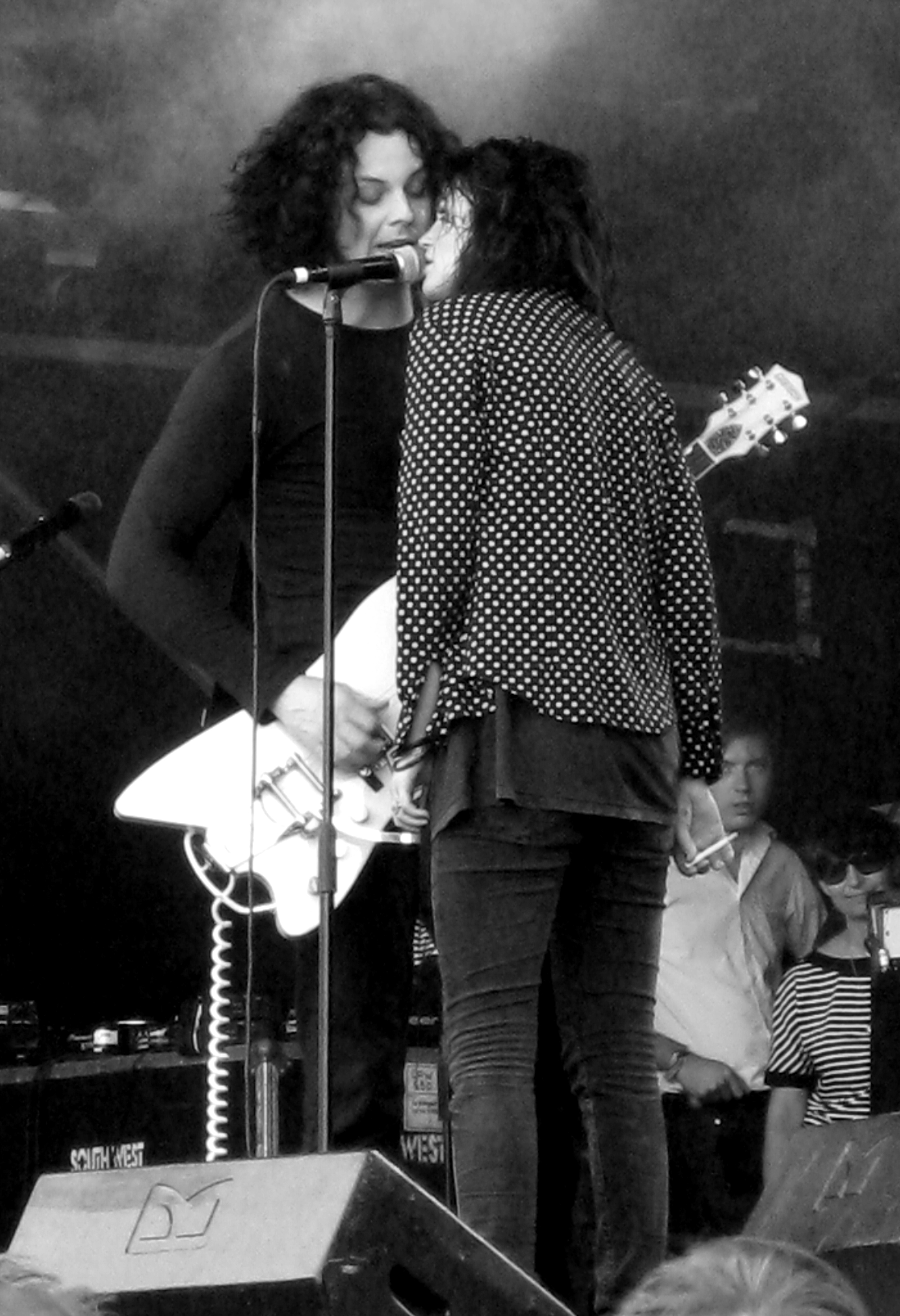
Alison Mosshart i Jack White na żywo razem z The Dead Weather, Glastonbury Festival, 26 czerwca 2009.

Na początku 2009 roku Mosshart wzięła udział w sformowaniu alternatywnego zespołu "The Dead Weather." Była zaangażowana w występy razem z Jackiem White'em, Jackiem Lawrence'em i The Raconteurs. Tymczasowo była ich frontmanką, grała też na gitarze i perkusji.
Pomagała przy skomponowaniu (razem z Deanem Fertita) pierwszego singla zespołu, "Hang You from the Heavens", który został wydany 11 marca, 2009 roku. Mosshart pomagała też przy pisaniu 8 z oryginalnych 10 utworów na ich debiutanckiej płycie Horehound.

## Dyskografia

### Razem z Discount
- Ataxia's Alright Tonight (1996), Liquid Meat/Far Out Records
- Half Fiction (1997), Kat Records
- Crash Diagnostic (2000), New American Dream

### Razem z The Kills
- Keep on Your Mean Side (2003)
- No Wow (2005)
- Midnight Boom (2008)
- Blood Pressures (2011)
- Ash & Ice (2016)

### Razem z The Dead Weather
- Horehound (2009)
- Sea of Cowards (2010)
- Dodge and Burn (2015)